# 김영만 (1951년)
김영만(金榮晩, 1951년 7월 5일~)은 대한민국의 정치인이다. 제35·36대 충청북도 옥천군수(2010~2018)를 지냈다.

## 학력
- 1970년 보문고등학교 졸업
- 1977년 고려대학교 정치외교학과 학사
- 2009년 고려대학교 국제대학원 국제관계학과 사회과학 석사

## 경력
- 1981년 3월: 제11대 국회의원 출마
- 1985년 4월~1991년 11월: 박준병 국회의원 입법보좌관
- 1991년 11월~2002년 1월: 충청북도의회 전문위원
- 1991년 12월: 옥천환경사랑모임 고문
- 한나라당 충청북도당 부위원장
- 2005년: 대청호주민연구소 이사장
- 2007년 10월~2008년 4월: 이용희국회부의장실 비서관
- 2010년~현재: 충북인재양성재단 이사
- 2010년 7월~2018년 5월: 제35·36대(민선 5·6기) 충청북도 옥천군수

## 역대 선거 결과
|  | 2.11% |

|  | 34.70% |

|  | 35.87% |

|  | 55.69% |

|  | 57.11% |